# جرذ كنغري مكتنز
جرذ كنغري مكتنز (الاسم العلمي:Dipodomys compactus) (بالإنجليزية: Gulf Coast Kangaroo Rat)‏ هو نوع من الحيوانات يتبع جنس الجرذ الكنغري من فصيلة الفئران المتغايرة.